# Шулаковка (река)
Шулако́вка — река в России, протекает по Новгородской и Тверской областям. 
Исток находится на территории Андреапольского района Тверской области, устье расположено в 9 км по левому берегу Труверши (Тухомлянки) у деревни Тухомичи Морховского сельского поселения. Длина Шулаковки составляет 12 км.

## Данные водного реестра
По данным государственного водного реестра России, река относится к Балтийскому бассейновому округу. Водохозяйственный участок реки — Ловать и Пола, речной подбассейн — Волхов. Шулаковка относится к речному бассейну реки Нева (включая бассейны рек Онежского и Ладожского озера).
По данным геоинформационной системы водохозяйственного районирования территории РФ, подготовленной Федеральным агентством водных ресурсов:
- Код водного объекта в государственном водном реестре — 01040200312102000023643
- Код по гидрологической изученности (ГИ) — 102002364
- Код бассейна — 01.04.02.003
- Номер тома по ГИ — 2
- Выпуск по ГИ — 0